# Stato di emergenza climatica

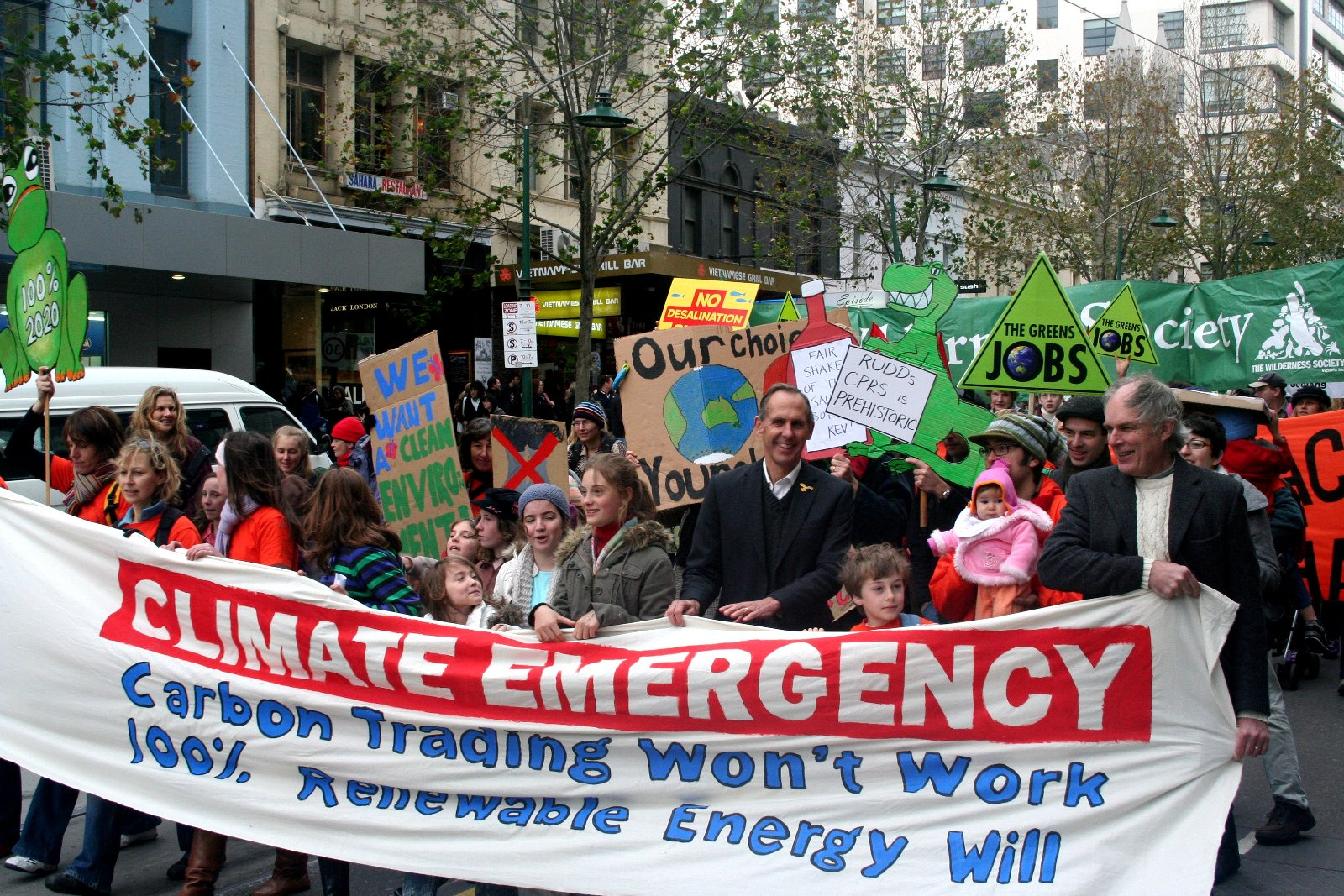
Manifestazione a Melbourne nel 2009

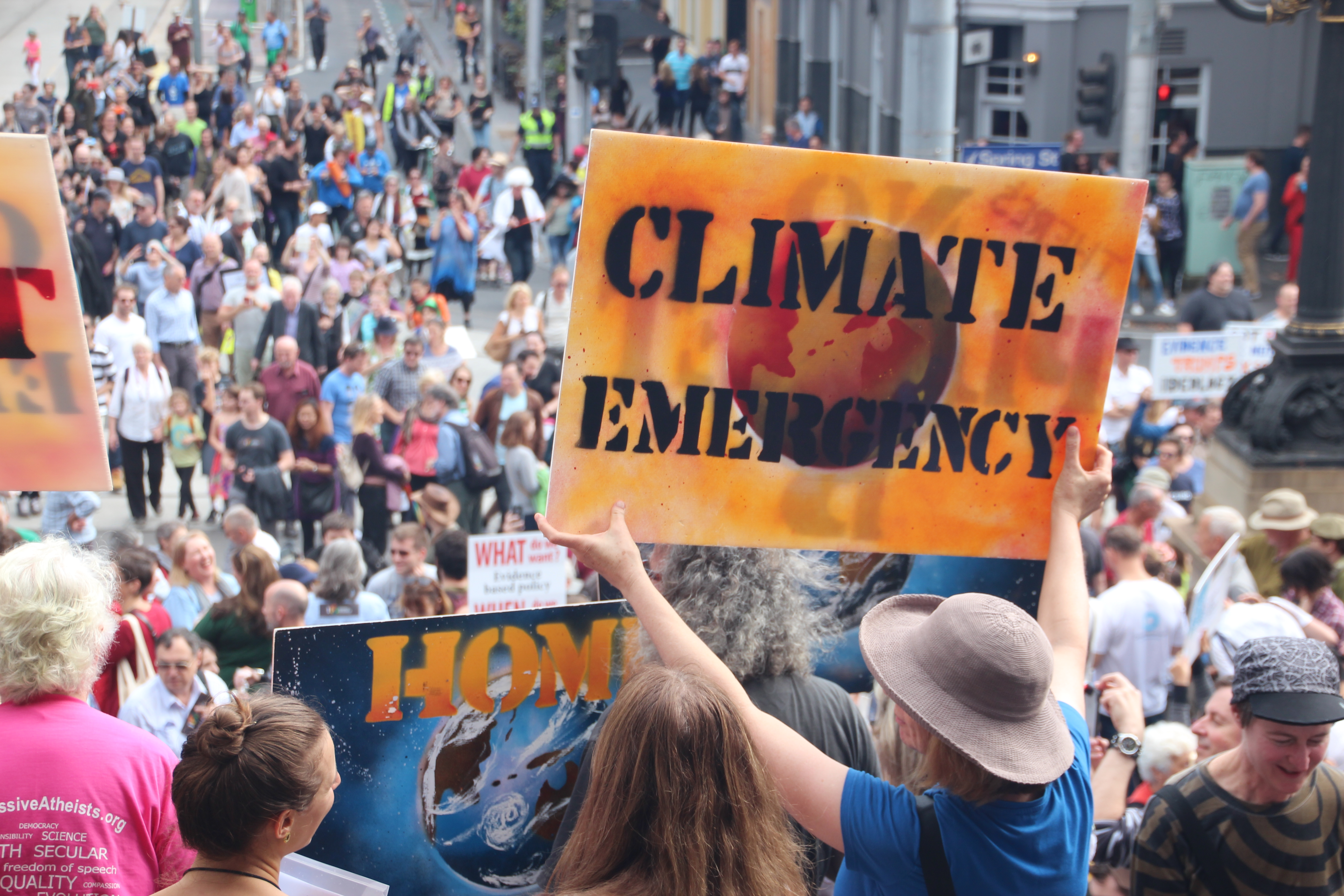
Sciopero contro il clima a Melbourne, Australia

La dichiarazione dello stato di emergenza climatica è una misura adottata da diverse istituzioni, città e università come risposta ai mutamenti climatici. È una delle misure proposte da vari attivisti e gruppi ambientalisti come Fridays for Future, Extinction Rebellion, Ecologistas en Acción, Juventud Por El Clima o Greenpeace.
Lo «stato di emergenza climatica» prevede l'adozione di misure atte a ridurre le emissioni di carbonio a zero in un lasso determinato di tempo e lo svolgimento di pressione politica sui governi affinché prendano coscienza della situazione di crisi ambientale esistente.

## Entità che l'hanno dichiarato

### Paesi
- Irlanda (9 maggio 2019)[2]
- Canada (17 giugno 2019)[7][8]
- Francia (27 giugno 2019)[9][10]
- Argentina (17 luglio 2019)[11]
- Spagna (17 settembre 2019)[12][13]
- Austria
- Bangladesh (13 novembre 2019)[14][15]
- Italia (12 dicembre 2019)[16]
- Malta
- Bangladesh
- Andorra
- Maldive
- Corea del Sud
- Giappone[17]
- Nuova Zelanda[18]
- Singapore[19]

### Altre amministrazioni
- In Regno Unito: il Parlamento del Regno Unito ha approvato una mozione presentata dal Partita Laburista che dichiara l'emergenza, ma non è sostenuta dal governo (1 maggio 2019).[20]
  -  Scozia (28 aprile 2019)[1]
  -  Galles (29 aprile 2019)[21]
- Negli Stati Uniti: 18 città, tra cui Hayward (15 gennaio 2019), San Francisco, Chico (2 aprile 2019),[22] e New York.[23]
- In Australia: più di 17 città al 30 aprile 2019.[24][25]
- In Canada: 384 città al mese di maggio del 2019, delle quali 365 si trovano nella provincia di Quebec.[3]
- In Francia: oltreché il governo centrale, è stata dichiarata dalla comunità di Mulhouse (9 maggio 2019).[3] e Parigi.[26]
- In Spagna: 11 città, tra cui la comunità autonoma di Catalogna (7 maggio 2019)[27]  la città di San Cristóbal de La Laguna.[28][29] e la città di Barcellona.[30]
- In Italia: 76 città, tra cui la città di Acri (29 aprile 2019), la città di Milano (20 maggio 2019), la città di Napoli[31], la città di Lucca[32], Aosta, Torino, Cesena, la città di Terracina (12 dicembre 2019)[33], il Consiglio Regionale della Toscana e la città di Padova[34][35][36][37], la regione Liguria e molte altre amministrazioni locali.[29]
- In Svizzera: il semicantone di Basilea-Città, i cantoni di Giura e Vaud e le città di Liestal, Olten e Delémont.[3]
- In Germania: 68 città, tra l'altro le città di Costanza (2 maggio 2019), Kiel (16 maggio 2019), Herford, Heidelberg (17 maggio 2019), Münster (22 maggio 2019), Erlangen, Bochum (6 giugno 2019), Saarbrücken, Aquisgrana, Rüsselsheim am Main, Wiesbaden, Colonia, Leverkusen, Potsdam, Berlino, Lipsia e Monaco.[38][39][40][41][42][43][44][45][46][47][48][49][50][51][52]
- In Nuova Zelanda: la regione di Canterbury (16 maggio 2019).[53]
- In Belgio: il municipio di Koekelberg[54]
- in Giappone: la città di Iki nella prefettura di Nagasaki.[55]
- Universitat Politècnica de Catalunya[6]
- Università di Barcellona[56]
- Università di Bristol[57]
- Università di Newcastle[58]
- Università Complutense di Madrid[59]

### Altre entità degne di nota
Papa Francesco ha dichiarato l'emergenza climatica globale nel giugno 2019.
Nel 2019 oltre 11.000 scienziati da tutto il mondo hanno dichiarato "che la Terra è di fronte a una emergenza climatica".